# Sprawdzian szóstoklasisty
Sprawdzianem szóstoklasisty nazywany był egzamin zewnętrzny, do którego do roku szkolnego 2015/2016 włącznie przystępowali obowiązkowo wszyscy absolwenci polskich sześcioletnich szkół podstawowych. Po raz pierwszy przeprowadzono go w 2002, co związane było z reformą systemu oświaty wprowadzaną w ramach programu czterech reform przez rząd Jerzego Buzka. Nieprzystąpienie do sprawdzianu wiązało się z koniecznością powtórzenia klasy szóstej.
Sprawdzian miał na celu ocenienie umiejętności czytania, pisania, rozumowania, korzystania z informacji i wykorzystywanie wiedzy w praktyce. Miał on formę ponadprzedmiotowego, pojedynczego testu z zestawem pytań zamkniętych jednokrotnego wyboru oraz otwartych. Oceniany był w skali od 0 do 40 punktów.
Od roku szkolnego 2014/2015 sprawdzian składał się z dwóch części. Pierwsza sprawdzała opanowanie wiadomości i umiejętności z języka polskiego i matematyki, a druga – z języka obcego.
Sprawdzian ten nie miał prawnego statusu egzaminu, a powszechny proces dokonywania na jego podstawie rekrutacji do szkół gimnazjalnych był nielegalny. Sprawdzianu nie można było nie zdać – nie był wyznaczony limit punktów potrzebnych do uzyskania zaliczenia. Wynikało to z faktu, że w założeniu sprawdzian miał być przede wszystkim źródłem wiedzy na temat aktualnego stanu edukacji początkowej w Polsce, a nie narzędziem selekcji uczniów do gimnazjów. Sprawdzian został zlikwidowany od roku szkolnego 2016/2017. Jego likwidacja była jednym z działań przygotowujących do reformy systemu oświaty.

## Błędy w treści sprawdzianu
W 2007 r. w treści sprawdzianu znalazł się błąd. Według autorów testu „pierwszym ministerstwem oświaty w Polsce i w Europie była Komisja Edukacji Narodowej powołana w 1773 r. przez Sejm Czteroletni”. Autorzy powołali się na Wikipedię jako na źródło tej informacji, choć w rzeczywistości w Wikipedii taki błąd nigdy nie zaistniał. Mirosław Orzechowski przeprosił uczniów za błąd w teście. Według postępowania wyjaśniającego przeprowadzonego przez Centralną Komisję Egzaminacyjną za błąd okazał się być odpowiedzialny jeden z autorów testu, wobec którego wyciągnięto konsekwencje służbowe.